# Mario (personagem)
Mario (マリオ, Mario) é um personagem fictício da franquia e série de jogos eletrônicos Mario da Nintendo, criado pelo desenvolvedor e designer de jogos eletrônicos japonês Shigeru Miyamoto. Servindo como mascote da Nintendo e protagonista homônimo da série, Mario já apareceu em mais de 200 jogos desde sua criação.
Mario é retratado como um encanador italiano baixinho rechonchudo e bigodudo vindo do Brooklyn que reside no Reino dos Cogumelos. Ele repetidamente tem a missão de resgatar a Princesa Peach do vilão Bowser, e impedir seus diversos planos de destruir e dominar o reino. Mario também tem outros inimigos ou rivais, incluindo Donkey Kong e Wario. Desde 1991 até 2023, Mario foi dublado por Charles Martinet.
Em agosto de 2023, a Nintendo anunciou que Charles Martinet se aposentaria da posição de dublador do Mario e se tornaria "Embaixador do Mario". A posição de Embaixador do Mario consiste em ser um representante do personagem e viajar pelo mundo, interagindo com fãs. O dublador Kevin Afghani sucedeu Martinet no jogo Super Mario Bros. Wonder em outubro de 2023.

## Características
Mario é retratado como um encanador corpulento que vive na terra fictícia do Reino do Cogumelo com Luigi, seu irmão gêmeo mais novo e mais alto. Na série de televisão e no filme, Mario e Luigi são originalmente de Brooklyn, Nova York. Pouco se sabe sobre a infância de Mario, embora a versão infantil de Mario, Baby Mario, tenha aparecido pela primeira vez em 1995 em Super Mario World 2: Yoshi's Island, e tenha aparecido frequentemente em jogos de esportes da Nintendo desde então. Baby Mario tem um papel importante junto com Baby Luigi em Mario & Luigi: Partners in Time e aparece em Yoshi's Island DS. Ele, junto com o adulto Mario, é dublado por Charles Martinet.
Ele veste uma camisa vermelha de mangas compridas, um macacão azul com botões amarelos, sapatos marrons, luvas brancas e um boné vermelho com um "M" vermelho impresso em um círculo branco. Em Donkey Kong, ele usava um macacão vermelho e uma camisa azul. Em Super Mario Bros., ele vestiu uma camisa marrom com macacão vermelho. Ele tem olhos azuis e, como Luigi, tem cabelos castanhos e bigode castanho-escuro ou preto. Essa diferença consistente de cor é atribuída a ser uma relíquia do design dos personagens para suas plataformas originais, em que certas características foram ativamente distinguidas enquanto outras tiveram que ser reduzidas devido a limitações técnicas. Em uma entrevista de 2005, Miyamoto afirmou que a idade física de Mario era de cerca de 24-25 anos.

Visto em seu boné, o emblema de Mario o representa nas interfaces de muitos dos jogos em que apareceu.

## Aparições

#### 1981
Mario estreou como "Jumpman" no jogo de arcade Donkey Kong em 9 de julho de 1981. Ele é mostrado como um carpinteiro e tem um macaco de estimação chamado Donkey Kong. O carpinteiro maltrata o macaco, que então foge para sequestrar a namorada de Jumpman, originalmente conhecida como 'a senhora' (mais tarde chamada de Pauline). O jogador deve assumir o papel de Jumpman e resgatar a garota.

#### Em jogos principais
Em 1986, Mario aparece em Super Mario Bros.: The Lost Levels, considerado um dos jogos mais difíceis da franquia até hoje. Em 1988 foi lançada a sequela do clássico jogo para NES, chamada Super Mario Bros. 2, com diversos novos elementos, inimigos e fases para se explorar. No mesmo ano, foi lançado Super Mario Bros. 3, jogo que teve um sucesso gigantesco e considerado um dos melhores jogos do Mario até hoje. Nesse jogo, Mario ganha novas habilidades, como por exemplo a roupa de Tanuki, e também com uma estética que deu a entender que o jogo não passava de uma peça teatral. Essa teoria, que ganhou uma grande repercussão pela comunidade de fans de Mario, foi comprovada como verdadeira pelo criador do Mario, Shigeru Miyamoto.
Super Mario World, lançado em 1990, é um dos mais famosos jogos do Mario, considerado por muitos como o melhor ou um dos melhores de todos o tempos. Dessa vez, sua aventura foi no SNES, e por conta disso, houve muito mais espaço e capacidade para outros elementos inovadores. Considerado pelo GameRanking, site que reúne diversas reviews, como o 17º Jogo com Melhor Avaliação de Todos os Tempos. O jogo conta com a participação de Yoshi, diversos power-ups e muitas fases e trilhas sonoras marcantes e nostálgicas. Após seis anos, o jogo Super Mario 64, jogo que assim como Super Mario World, é considerado um dos melhores e mais populares jogos do Mario. Foi a primeira aparição de Mario em 3D, e foi o jogo mais vendido do Nintendo 64.
A série New Super Mario Bros. teve uma continuação no 3DS, o New Super Mario Bros. 2, de 2012, e um port para o Nintendo Wii U, o New Super Mario Bros. U. O Wii U ganhou mais um jogo do Mario, o Super Mario 3D World, em 2013. Super Mario Maker, um jogo onde os usuários criam suas próprias fases com milhares de recursos disponíveis e publicam para outros jogarem, foi lançado em 2015 para o Wii U e em 2016 para o 3DS. Em 2017, foi lançado o Super Mario Odyssey, para o atual principal console da Nintendo, o Nintendo Switch. O jogo fez um enorme sucesso, e foi comparado por alguns como uma continuação digna do clássico de Nintendo 64, o Super Mario 64. De acordo com a própria Nintendo, o jogo vendeu aprox. 12.17 milhões de cópias.

#### Em outros jogos
Mario também tem diversos spin-offs, sendo o mais famoso deles a série de corrida Mario Kart, tendo o último jogo sendo o segundo mais vendido do Nintendo Switch, o Mario Kart 8 Deluxe. Outros spin-offs famosos são: Mario Tennis, Mario Golf, Mario Party, Paper Mario, Mario & Luigi, entre outros... Mario também é um dos diversos lutadores da série de luta em plataformas e um dos maiores crossovers dos videogames, Super Smash Bros., onde Mario é um dos principais e mais importantes personagens. Ele apareceu desde o primeiro jogo da série, Super Smash Bros. para Nintendo 64 de 1999, junto com personagens como Pikachu, Link e Samus, e nos jogos Super Smash Bros. Melee, Super Smash Bros. Brawl, Super Smash Bros. for Nintendo 3DS and Wii U e Super Smash Bros. Ultimate, fazendo companhia a vários personagens extremamente famosos, como Pac-Man, Ryu, Mega Man, Sonic the Hedgehog e Cloud Strife.